# Tony Adams
Tony Alexander Adams, född 10 oktober 1966 i Romford, Essex, är en engelsk fotbollsspelare.
Mittbacken Tony Adams är Arsenals mest framgångsrika lagkapten genom tiderna. Under 19 säsonger i klubbens A-lag vann han tio stora titlar. Han var ledargestalten i den legendariska fyrbackslinjen Dixon–Bould–Adams–Winterburn. Adams var urtypen för brittiska mittbackar: stor, stark och bra i luften. Han använde inte bara huvudet till att nicka bort bollar, utan han gjorde även många mål med huvudet, ofta på hörnor efter nickskarvar av mittbackskollegan Steve Bould. Kritikerna ansåg honom vara långsam, oteknisk och trög i vändningarna, men detta kompenserade han genom sin spelförståelse – han såg till att stå på rätt ställe – och inte minst sin enorma vinnarmentalitet.

## Spelarkarriär
Adams kom till Arsenal som skolpojke i november 1980. I april 1983 fick han ett lärlingskontrakt och knappt ett år senare blev han professionell. A-lagsdebuten skedde i en ligamatch mot Sunderland den 5 november 1983. När George Graham tog över som manager i Arsenal 1986, tog Adams en fast plats i laget och spelade samtliga 42 ligamatcher säsongen 1986/87. Under den här säsongen spelade han även sin första av totalt 66 landskamper för England. Debuten skedde mot Spanien den 18 februari 1987. Hans första landslagsmål kom när England besegrade Jugoslavien med 4–1 på bortaplan i en EM-kvalmatch i november 1987. I april samma år hade Adams varit med om att vinna sin första titel med Arsenal, då man besegrade Liverpool i ligacupfinalen.
Adams har alltid varit en ledartyp, och den 1 januari 1988 blev han som 21-åring tidernas yngste lagkapten i Arsenal. Under sommaren detta år var han med i EM i Västtyskland, där England dock blev utslaget i gruppspelet. Adams kom att vinna ligan två gånger under George Grahams ledning, 1989 och 1991. 1989 säkrade man ligasegern efter en 2–0-seger mot Liverpool på bortaplan, i vad som kom att kallas den mest dramatiska upplösningen av ligan någonsin. Under den här tiden började han dock få mer och mer problem med alkoholen. Han hamnade i slagsmål på nattklubbar och blev bötfälld flera gånger för att ha kört bil onykter. I december 1990 hamnade han i fängelse för att ha kört rattfull.
Englands förbundskapten Bobby Robson tog överraskande inte ut Adams till VM i Italien 1990, och 1992 missade han EM på grund av skada. Efter att Gary Lineker avslutat landslagskarriären 1992, delade Adams lagkaptensrollen med David Platt. Platt förlorade dock rollen före EM 1996, och Adams tog då ensam över. I EM på hemmaplan 1996 spelade Adams halvskadad, men tillhörde ändå turneringens bästa mittbackar. England åkte ut på straffar i semifinalen mot Tyskland. Besvikelsen över att inte nå finalen gjorde att Adams söp sig full. Efter detta gick han ut och meddelade att han var alkoholist.
Han sökte hjälp för sina problem, och i samband med att Arsène Wenger blev ny manager i Arsenal i september 1996, fick Adams karriär en pånyttfödelse. Wenger införde bland annat nya kostregler för spelarna, vilket säkerligen bidrog till att Adams kunde förlänga karriären med flera år. Fransmannen visade stort förtroende för Adams, som betalade tillbaka genom att föra laget till seger i både Premier League och FA-cupen 1998 och 2002. Därmed blev Adams den förste spelaren att som lagkapten leda sin klubb till ligaseger i tre olika årtionden. Under Wengers ledning utvecklades Adams som spelare. Från att tidigare bara ha stått längst bak och nickat och sparkat undan bollen, började han nu följa med upp i anfallen, spela väggspel och slå inlägg från kortlinjen. När Arsenal säkrade ligasegern mot Everton 1998, visade Tony Adams och Steve Bould prov på en ny sida av sitt samarbete: Bould spelade bollen i djupled till Adams, som kom fri med Evertonmålvakten Neville Southall, och gjorde sedan inget misstag utan placerade bollen i nät.
På landslagsnivå hade Adams 1996 förlorat lagkaptensbindeln till Alan Shearer, vilket förvånade många. Han fortsatte dock att spela i landslaget, och var med i VM i Frankrike 1998, där England återigen åkte ut på straffar, den här gången mot Argentina i åttondelsfinalen. Adams sista stora mästerskap var EM 2000. Efter EM-turneringen valde han att sluta i landslaget för att koncentrera sig på spelet i Arsenal. Han fortsatte i Arsenal i två säsonger till och avslutade karriären år 2002. Totalt spelade han 670 matcher och gjorde 48 mål. Endast David O'Leary har spelat fler matcher för Arsenal. Han blev även utsedd till Arsenals tredje bästa spelare genom tiderna.

## Tränarkarriär
Adams blev sedan tränare i Wycombe Wanderers 2003. Han avgick dock i november 2004 och angav personliga skäl som orsak. I juli 2005 fick han jobb som tränare för holländska Feyenoords U-21-lag. 2006 blev Adams utnämnd till assisterande tränare i Portsmouth under tränaren Harry Redknapp på ett 1-årskontrakt. Många tror att just Adams har haft stort inflytande rörande "Pompeys" fina försvarsspel under säsongen.
När Harry Redknapp i slutet av oktober 2008 utnämndes till ny manager i Tottenham befordrade man Adams till huvudtränare i Portsmouth. 9 februari 2009 fick Adams sparken av Pompey efter ett par dåliga matchers resultat.